# Bahnhof Rho Fiera
Der Bahnhof Rho Fiera ist ein Haltepunkt in der lombardischen Stadt Rho in der Metropolitanstadt Mailand. Er dient als Messebahnhof für das Gelände der Nuova Fiera Milano in Rho.

## Geschichte
Der Bahnhof – damals Rho Fiera Milano genannt – wurde am 8. Dezember 2008 temporär eröffnet, die fahrplanmäßige Inbetriebnahme erfolgte am 22. April 2009. Am 28. September 2009 erhielt der Bahnhof Anschluss an die Schnellfahrstrecke Turin–Mailand, die hier in die Altstrecken aus Domodossola und Turin einmündet.
Am 14. Dezember 2014 wurde der Bahnhof in Rho Fiera Expo Milano 2015 umbenannt. 2015 war er zentraler Anbindungspunkt der Weltausstellung Expo 2015, welche neben dem Mailänder Messegelände stattfindet. Während dieser Zeit halten alle Züge am Bahnhof an. Am 13. Dezember 2015 wurde der Bahnhof in Rho Fiera umbenannt.

## Standort und Anlage
Der Bahnhof liegt im südöstlichen Stadtgebiet von Rho, nahe der Grenze zu Mailand. Die namensgebende Messe befindet sich südwestlich des Bahnhofs. Die Station umfasst sechs Bahnsteiggleise, zwei davon für die Schnellfahrstrecke, die restlichen vier dem Verkehr auf den Altstrecken nach Turin und Domodossola, welche zwischen dem Bahnhof Rho und Mailand parallel als Vierspur verlaufen. Im eigentlichen Sinne besteht der Bahnhof aus drei parallel angelegten Haltepunkten an den jeweiligen Bahnstrecken.

## Verkehr

### Fernverkehr
Fahrplanmäßig wird der Bahnhof von allen Fernverkehrszügen durchfahren, jedoch halten zu Messezeiten einige Frecciarossa auf dem Weg von Turin nach Mailand und Rom, weshalb auch an der Schnellfahrstrecke Bahnsteige errichtet wurden. Während der Expo 2015 ist geplant, dass alle Fernverkehrszüge am Bahnhof halten sollen, so unter anderem die EuroCity von Basel SBB beziehungsweise Genf nach Mailand und teilweise weiter nach Venedig.

### Regionalverkehr
Der Bahnhof wird fahrplanmäßig im Regionalverkehr von den Schnellregionalzügen Turin–Mailand (über die Altstrecke) bedient, zudem halten zwei Linien der S-Bahn Mailand in Rho Fiera Milano. Die Linie S5 führt von Varese nach Treviglio, die S6 von Novara nach Treviglio. Beide Linien werden von der Trenord geführt, die S5 in Kooperation mit der städtischen ATM.
Am Bahnhof befindet sich noch die Endstation der Linie M1 der Metro Mailand.
| Linie | Verlauf |
| ----- | --- |
|       | Varese – Gazzada-Schianno-Morazzone – Castronno – Albizzate-Solbiate Arno – Cavaria-Oggiona-Jerago – Gallarate – Busto Arsizio – Legnano – Canegrate – Vanzago-Pogliano – Rho – Rho Fiera – Milano Certosa – Milano Villapizzone – Milano Lancetti – Milano Porta Garibaldi – Milano Repubblica – Milano Porta Venezia – Milano Dateo – Milano Porta Vittoria – Milano Forlanini – Segrate – Pioltello-Limito – Vignate – Melzo – Pozzuolo Martesana – Trecella – Cassano d’Adda – Treviglio |
|       | Novara – Trecate – Magenta – Corbetta-Santo Stefano Ticino – Vittuone-Arluno – Pregnana Milanese – Rho – Rho Fiera – Milano Certosa – Milano Villapizzone – Milano Lancetti – Milano Porta Garibaldi – Milano Repubblica – Milano Porta Venezia – Milano Dateo – Milano Porta Vittoria – Milano Forlanini – Segrate – Pioltello-Limito – Vignate – Melzo – Pozzuolo Martesana – Trecella – Cassano d’Adda – Treviglio                                                                        |
|       | Chiasso – Como San Giovanni – Como Camerlata – Cucciago – Cantù-Cermenate – Carimate – Camnago-Lentate – Seregno – Desio – Lissone-Muggiò – Monza – Sesto San Giovanni – Milano Greco Pirelli – Milano Porta Garibaldi – Milano Villapizzone – Milano Certosa – Rho Fiera – Rho |
| RE 4  | Domodossola – Verbania-Pallanza – Stresa – Arona – Sesto Calende – Gallarate – Busto Arsizio – Rho Fiera – Milano Centrale |
| RE 5  | Varese – Gallarate – Busto Arsizio – Legnano – Rho Fiera – Milano Porta Garibaldi |
| R 23  | Domodossola – Vogogna Ossola – Premosello-Chiovenda – Cuzzago – Mergozzo – Verbania-Pallanza – Baveno – Stresa – Belgirate – Lesa – Meina – Arona – Dormelletto – Sesto Calende – Vergiate – Somma Lombardo – Casorate Sempione – Gallarate – Busto Arsizio – Rho Fiera – Milano Porta Garibaldi |